# Carria inculcata
Carria inculcata là một loài tò vò trong họ Ichneumonidae.